# Ђорђе Војислављевић
Ђорђе Војислављевић или Ђорђе Бодиновић је био српски краљ из прве половине 12. вијека. Припадао је династији Војислављевића, а био је син краља Константина Бодина. Пошто је држава Војислављевића још од раније била сведена на српско приморје, Ђорђе је као краљ владао првенствено у областима Дукље и Травуније, а његов покушај да обнови власт над свим српским земљама није успио. Његова владавина је позната првенствено на основу Љетописа попа Дукљанина. Владао је као краљ у два наврата: око 1113. до 1118. године и око 1125. до 1131. године. Између Ђорђеве прве и друге владавине, државом Војислављевића је владао Грубеша Бранисављевић, рођак великог жупана Уроша I, који је био наклоњен Византији. Пошто је народ збацио Грубешу и вратио Ђорђа на пријестол, цар Јован II Комнин је напао српске области у унутрашњости и освојио Рас, а византијска војска је недуго потом сломила и отпор краља Ђорђа, који је као заробљеник одведен у Цариград, гдје је касније и умро.

## Биографија
Ђорђе је био син краља Бодина и краљице Јаквинте, чији је брак био закључен око 1081. године. Ђорђев најстарији брат, Михаило II није успио да се одржи на власти након смрти њиховог оца, краља Бодина, који је умро око 1100. године, након чега се Ђорђе са мајком Јаквинтом и осталом браћом, Архирицом и Томом, током наредних дванаестак година налазио у неповољном положају.

### Прва владавина (1113—1118)
Након смрти краља Владимира, око 1113. године, Ђорђе је постао краљ, захваљујући сплеткама краљице Јаквинте. Ђорђе је са својом војском кренуо у Скадар своме стрицу Гојиславу. Грубеша је једини био ухваћен у Скадру. У то вријеме војсковођа Калојован Куман је са Гојиславом напао Ђорђа. Гојислав и Калојован су добили битку, а Ђорђе је побегао у Облик, након чега је Калојован освојио Скадар, где је ослободио Грубешу из тамнице, након чега је Грубеша поставвљен за владара Дукље. Касније, Ђорђе је побегао у Рашку, одакле се вратио са војском пред Бар и свргнуо Грубешу.

### Друга владавина (1125—1131)
После овога Ђорђе се помирио са Грубешином браћом Градихном и Драгилом, а за узврат им је дао жупу у Зети. Градихни није хтио ништа да да јер је хтио да га намами у Дукљу, пошто је овај био у Рашкој. Драгило је кренуо на Подгорје, где је освојио неке жупе. Уз помоћ Драгиловог савета, Ђорђе је напао Рашку и освојио је, где је нашао Уроша у тамници, кога је ослободио и поставио за српског великог жупана. Због јачања Драгила, Ђорђе је послао Михаила, сина бившег краља Владимира, а после и Драгила у тамницу. Касније је Градихна побјегао у Драч са својим синовима Првошем, Грубешом и Немањом, одакле је, заједно са војсковођом Пиригордијем и Драгихном напао Дукљу, освајаћи делове Дукље до Врањине и Бара. Због жеље Пиргордија да оде у Цариград, Градихна је оставио своме сину Борошу да чува тврђаву у Облику. 
Тада је Ђорђе наредио са се убије Градихна и његов брат. У време када је у Драч дошао Алексије Контостефан, Ђорђе је напао Облик, на шата је Алексије одмах је са Градихом и његовим братом напао Ђорђа. Иако је његов логор нападнут, Ђорђе је успео да побегне у Црмницу. Алексије се после тога вратио у Бар, а Градихну оставио са војском. Мало после дошло је до побуне у Котору која се раширила на целу земљу, па Градихна поче да осваја сусједне области. 
Када је Ђорђе схватио да је нападнут са свих страна и да није могао више да се крије, сакрио се у тврђаву Оболон. Градихна је освојио цео Котор, осим ове тврђаве. Међутим је војсковођа дошао у Скадар да би са Градихном освојио тврђаву. Ђорђе је ухваћен и одведен у тамницу у Драчу, а после у Цариград.
Ђорђе је умро у цариградској тамници, а на његово место византијски цар је поставио Градихну Бранисављевића.

## Ђорђеви печати
Два оловна печата, која потичу из времена када је Ђорђе још увијек био краљевић, сачувана су у добром стању, а оба се налазе у Бугарској, гдје су и откривени, а потом су и описани у сфрагистичким радовима појединих бугарских научника.

### Први печат
Први оловни печат краљевића Ђорђа објављен је 1938. године, чиме је било потврђено да је Бодинов син Ђорђе био стварна историјска личност. Печат се данас чува у музејској збирци Националног археолошког института у Софији.
На аверсу печата приказан је Свети Ђорђе, са грчким натписом, који гласи: ό ἅγιος Γεώργιος. На реверсу се налази латински натпис, који гласи: Geor(gius) regis Bodini filius, што у преводу значи: Ђорђе, краља Бодина син.

### Други печат
Други оловни печат краљевића Ђорђа, који је по свему сличан првом, такође је пронађен у Бугарској, у близини села Крепост у Хасковској области, а објављен је 1984. године.

## Локрумски фалсификати
Поједине кривотворене исправе, које припадају групи познатих мљетских, односно локрумских фалсификата, помињу и краља Ђорђа, као и неке друге српске владаре из 11. и 12. вијека, али у науци је са потпуном поузданошћу утврђено да је ријеч о знатно познијим кривотворинама, створених ради доказивања разних права и посједа на које су претендовале поједине бенедиктинске установе.
Краљ Ђорђе се помиње у два локрумска фалсификата:
- Повеља судије Грда (из наводне 1114. године), којом се црква Св. Мартина у Шумету досуђује бенедиктинском самостану на Локруму.
- Повеља краља Ђорђа (из наводне 1115. године), којом се црква Св. Мартина у Шумету потврђује бенедиктинском самостану на Локруму.

## Родослов краља Ђорђа
Родослов Ђорђа Војислављевића
|                             |                             |                                     |                                     |                                          |                                          |                                    |                                 |           |           |                             |                             |  |  |
|                             |                             |                                     |                                     |                                          |                                          | Стефан Војислав (владао 1042—1050) |                                 |           |           |                             |                             |  |  |
|                             |                             |                                     |                                     |                                          |                                          |                                    |                                 |           |           |                             |                             |  |  |
|                             |                             |                                     |                                     |                                          |                                          |                                    |                                 |           |           |                             |                             |  |  |
|                             |                             | Гојислав Војислављевић              | Гојислав Војислављевић              | Михаило Војислављевић (владао 1052-1081) | Михаило Војислављевић (владао 1052-1081) | Саганек                            | Саганек                         | Радослав  | Радослав  | Предимир                    | Предимир                    |  |  |
|                             |                             |                                     |                                     |                                          |                                          |                                    |                                 |           |           |                             |                             |  |  |
|                             |                             |                                     |                                     |                                          |                                          |                                    |                                 |           |           |                             |                             |  |  |
| Владимир Жупан Зете         | Владимир Жупан Зете         | Константин Бодин (владао 1081-1101) | Константин Бодин (владао 1081-1101) |                                          |                                          | Доброслав II (владао 1101-1102)    | Доброслав II (владао 1101-1102) | Бранислав | Бранислав | Кочапар (владао 1102)       | Кочапар (владао 1102)       |  |  |
|                             |                             |                                     |                                     |                                          |                                          |                                    |                                 |           |           |                             |                             |  |  |
|                             |                             |                                     |                                     |                                          |                                          |                                    |                                 |           |           |                             |                             |  |  |
| Владимир (владао 1102-1115) | Владимир (владао 1102-1115) | Михаило II (владао 1101)            | Михаило II (владао 1101)            | Ђорђе (владао 1115-1118 и 1125-1131)     | Ђорђе (владао 1115-1118 и 1125-1131)     | Грубеша (владао 1118-1125)         | Грубеша (владао 1118-1125)      | Драгиња   | Драгиња   | Градихна (владао 1131-1142) | Градихна (владао 1131-1142) |  |  |
|                             |                             |                                     |                                     |                                          |                                          |                                    |                                 |           |           |                             |                             |  |  |
| Михаило (кнез Захумља)      |                             |                                     |                                     |                                          |                                          |                                    |                                 |           |           |                             |                             |  |  |